# Kalaat Béni Abbès (474)
Kalaat Béni Abbès (474) je výsadková a podpůrná loď (Bâtiment de Débarquement et de Soutien Logistique) Alžírského námořnictva. Jedná se o zvětšenou modernizovanou verzi italské výsadkové lodě San Guisto. Je vlajkovou lodí Alžírského námořnictva.

## Stavba
Kontrakt na stavbu plavidla ve výši 400 milionů eur byl zadán roku 2011 společnosti Orizzonte Sistemi Navali, která je joint venture společností Finmeccanica a Fincantieri (konsorcium vzniklo pro stavbu fregat tříd Orizzonte a FREMM). Součástí kontraktu je trénink posádky zajištěný Italským námořnictvem. Plavidlo postavila společnost Fincantieri ve své loděnici Riva Trigoso. Stavba plavidla byla zahájena dne 11. ledna 2012. Po spuštění na vodu 8. ledna 2014 bylo plavidlo dokončeno v Muggianu. Do operační služby vstoupilo 28. března 2015.

## Konstrukce

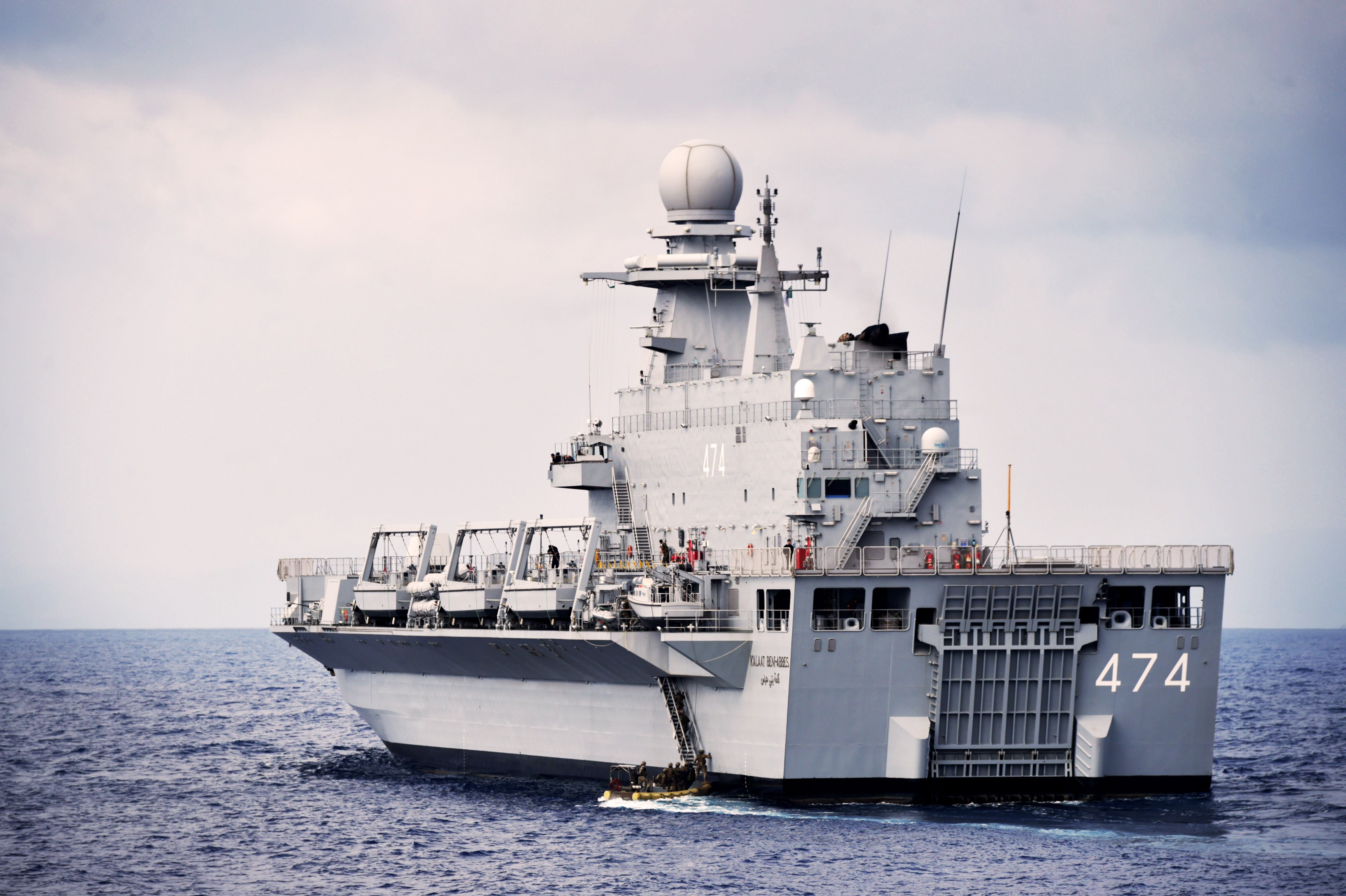
Kalaat Béni Abbès (474)

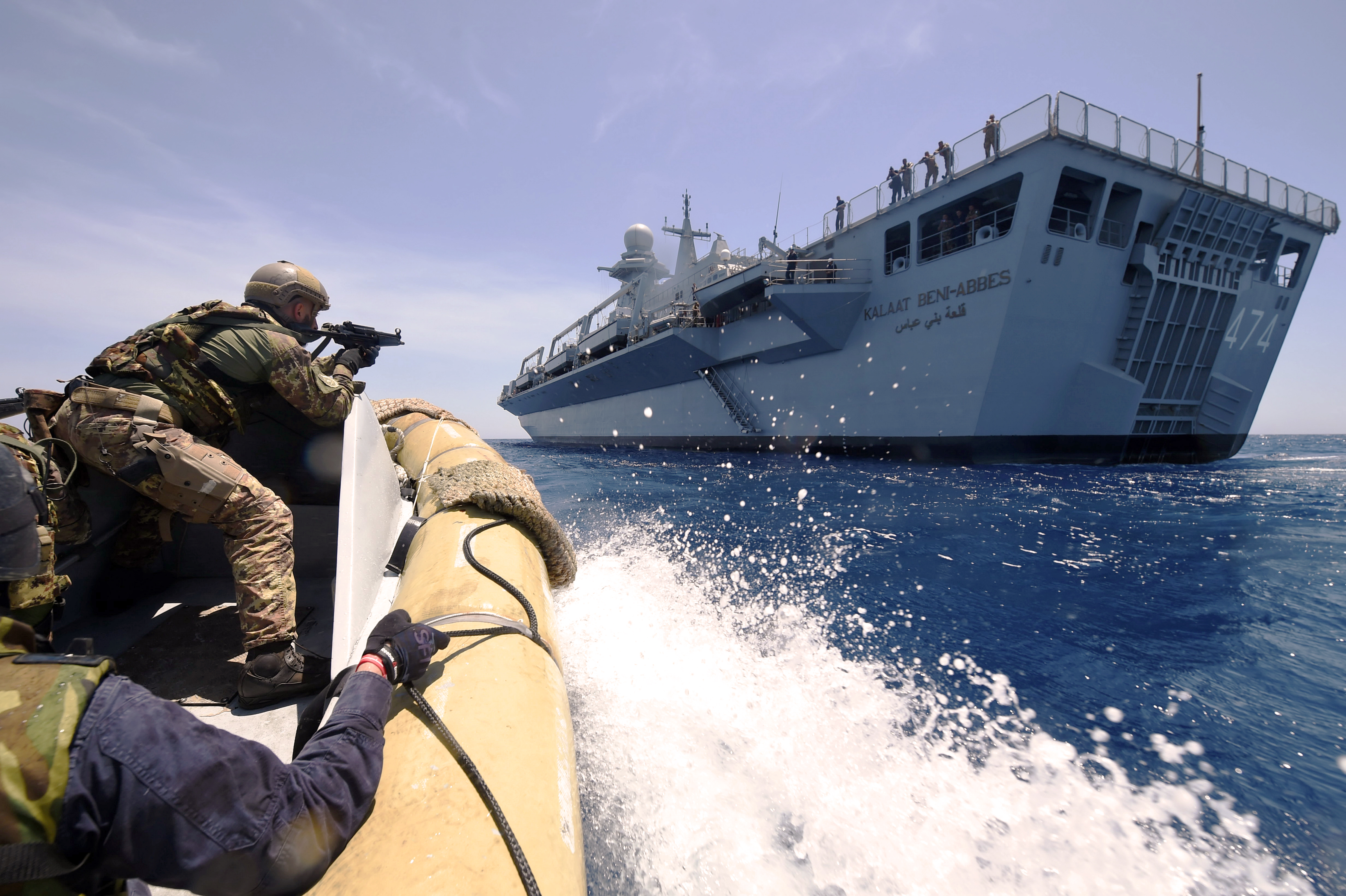
Kalaat Béni Abbès (474)

Posádku tvoří 150 důstojníků a námořníků. Plavidlo je vybaveno průběžnou letovou palubou pro operace vrtulníků, kterou s hangárem spojuje jeden výtah. Velitelský ostrov je na pravoboku. Palubní dok na zádi pojme tři vyloďovací čluny typu LCM. Na sponzonech po levé straně letové paluby jsou umístěny tři menší vyloďovací čluny typu LCVP a jeden typu LCP. Kapacita nákladu činí 15 obrněných vozidel, nebo pět tanků T-90SA a až 440 vojáků.
Velmi silná je protiletadlová výzbroj plavidla. K ničení vzdušných cílů loď nese protiletadlový systém MBDA SAAM-ESD s výkonným radarem Selex EMPAR. Na palubě za velitelským ostrovem loď nese šestnáctinásobné vertikální vypouštěcí silo Sylver A50 pro protiletadlové řízené střely Aster 15 s dosahem 30 km. Hlavňovou výzbroj tvoří jeden 76mm kanón OTO Melara Super Rapid na přídi a dvě dálkově ovládané zbraňové stanice s 25mm kanóny. K obraně slouží rovněž dva vrhače klamných cílů SCLAR-H.
Pohonný systém tvoří dva diesely Wärtsilä 12V32. Lodní šrouby jsou dva. Elektrickou energii vyrábí čtyři diesel-generátory Isotta Fraschini V1716 C2ME a jeden Isotta Fraschini V1708 T3 jako záložní. Nejvyšší rychlost dosahuje 20 uzlů.